# 雍渠
雍渠（？—？），春秋时期卫国人物，卫灵公的宦官。
前495年，孔子第二次到卫国，住了一个多月。一次，卫灵公与夫人南子出宫，二人同坐了一辆车子，雍渠陪待。让孔子坐在第二辆车子上跟从，从街市上走过。孔子说：“吾未见好德如好色者也。”于是孔子对卫灵公的所作所为感到厌恶，就离开卫国，往曹国去了。